# Kaszubski Park Miniatur

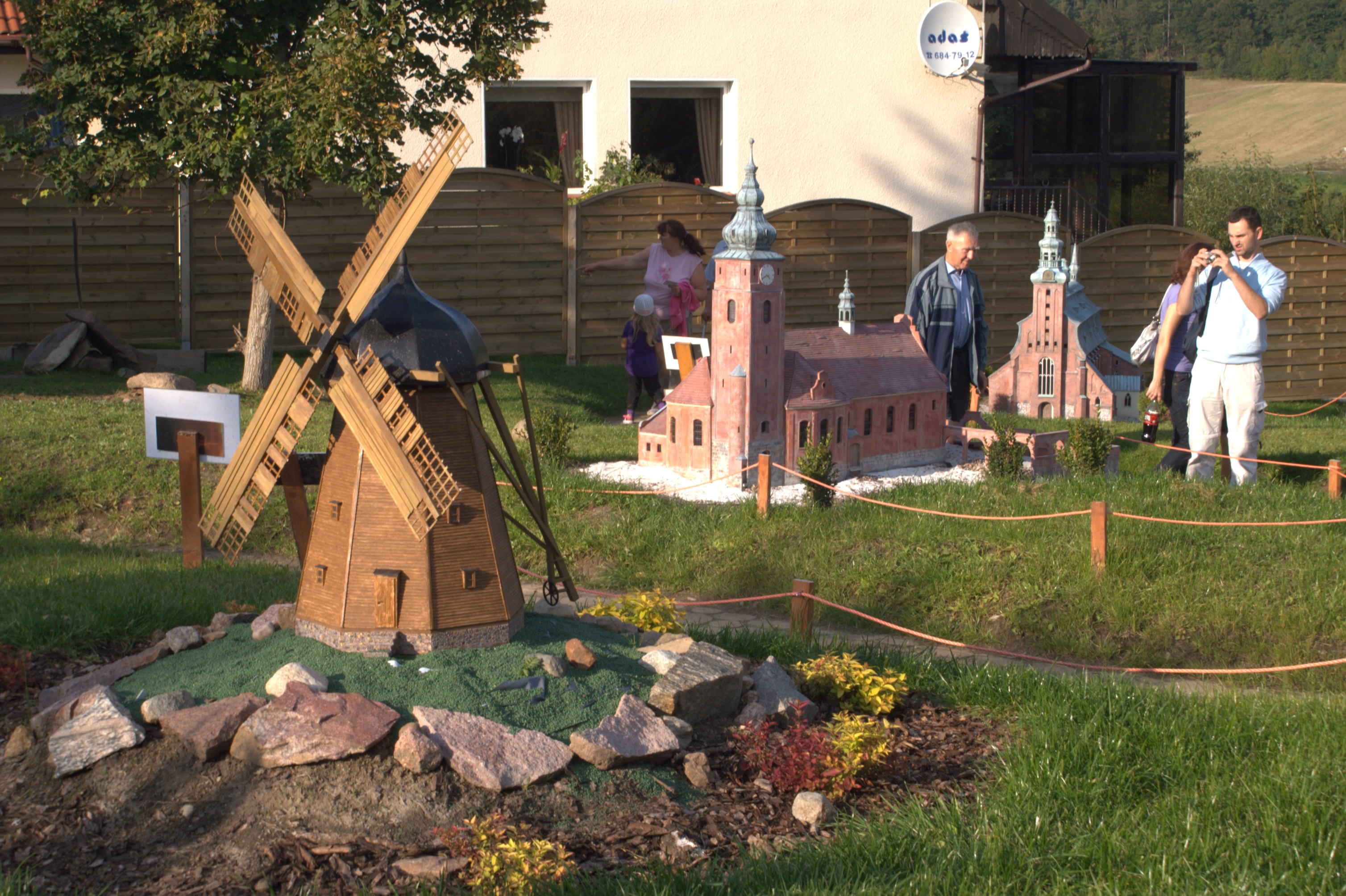
wiatrak w Kaszubskim Parku Miniatur

Kaszubski Park Miniatur – park w Stryszej Budzie z modelami w skali 1:25 znanych obiektów z Kaszub jak również z całej Polski i ze świata. Pośród rzeczonych obiektów są m.in.: kościoły, zamki, dworki, osada kaszubska i latarnie morskie, a pośród budowli światowych znajdują się w nim m.in.: Statua Wolności, Sfinks, Big Ben, Krzywa Wieża w Pizie, Mount Rushmore oraz Pomnik Chrystusa Odkupiciela w Rio de Janeiro. Na terenie parku znajdują się również inne atrakcje w tym m.in.: modele postaci ze świata bajek, małe zoo z żywymi zwierzętami czy choćby plac zabaw.

## Wykonanie modeli
Modele powstają zarówno na miejscu jak i na specjalne zamówienie i są w wykonywane przez firmy wyspecjalizowane w tej dziedzinie. Ponieważ modele są wolnostojącymi obiektami bez ochronnego zadaszenia muszą przetrzymać wszelkie kaprysy pogody, w związku z czym są wykonywane z materiałów zarówno mrozo- jak i wodoodpornych. Dodatkowo pokrywane są farbą mającą je chronić przed szkodliwym wpływem czynników atmosferycznych.